# Bokmarklöpare
Bokmarklöpare (Calathus rotundicollis) är en skalbaggsart som beskrevs av Pierre François Marie Auguste Dejean 1828. Bokmarklöpare ingår i släktet Calathus, och familjen jordlöpare. Arten är reproducerande i Sverige.